# Valmadrid
Valmadrid – gmina w Hiszpanii, w prowincji Saragossa, w Aragonii, o powierzchni 50,57 km². W 2011 roku gmina liczyła 111 mieszkańców.